# 5323 Fogh
Az 5323 Fogh (ideiglenes jelöléssel 1986 TL4) a Naprendszer kisbolygóövében található aszteroida. Poul Jensen fedezte fel 1986. október 13-án.